# 白鳥三郎 (洋画家)
白鳥 三郎（しらとり さぶろう、1930年 - 2018年10月22日）は、日本生まれの画家であり、独立美術協会の審査員を務めた経歴を持つ。宮城県古川市（現：大崎市）出身。戦後の日本美術界において独自の画風を確立し、数々の展覧会で評価された。

## 略歴

### 出身と教育
宮城県大崎市古川の出身、宮城県古川高等学校を卒業後東京芸術大学（旧東京美術学校）に進学。大学では日本画と洋画の基礎を学びながら、美術史に関心を深めた。在学中に樋口加六、海老原喜之助ら日本の美術界の著名な画家に師事。これにより白鳥は、フランスの巨匠アンリ・ルソーや藤田嗣治（レオナール・フジタ）の影響を受けた芸術潮流を間接的に受け継ぐこととなった。

### 独立美術協会と活動
東京芸術大学卒業後は国内外の展覧会に作品を出品し、多くの賞を受賞。特に、国内美術界で権威ある独立美術協会に所属し、後年にはその審査員を務めた。独立美術協会の審査員としての地位は、彼が日本美術界において確固たる評価を得ていたことを示している。白鳥の作品は、国内外で高い評価を得ており、特にヨーロッパの展示を通じて国際的な注目を集めた。また、「フラメンコ」などの代表作は、情熱的かつ独創的な作風で知られる。

### 海外経験
2度の渡欧と渡印、中近東訪問の海外での経験は日本国内で「国際感覚を持つ画家」として評価を高め。例えば「フラメンコ」を題材にした作品は、スペイン文化への理解が深まったことを示しており、海外経験んが反映された成果といえる。

## 作風と評価
白鳥の絵画は、モダニズムの影響を受けながらも、独自の色彩感覚と構図が特徴。彼の作品は、観る者に強い感情的な訴求力を与えるものとして知られた。特に、「フラメンコ」や風景画では、日本的な情緒と西洋美術の融合を見事に表現している。独立美術協会の審査員として後進の育成にも尽力し、多くの若手画家に影響を与えた。また、樋口加六、海老原喜之助に師事した経験を持つことから、彼自身が美術界の流れを受け継ぐ重要な役割を果たしたと評価される。

## 受賞歴と展覧会
- 独立展独立賞（2回受賞）
- 海外展覧会（ヨーロッパのアートフェアに出品）

## 影響と遺産
白鳥三郎の作品は、日本のモダニズム絵画の一例として高く評価されている。彼の弟子や後進たちは、日本美術界のさまざまな分野で活躍しており、白鳥の美術界のおける影響力は現在も続いている。彼が独立美術協会審査員を務めた経験は、日本美術の発展に寄与した象徴的な出来事である。

## 代表的な絵画作品
- 『Venezia』
- 『闘牛』　（1965年）
- 『フラメンコ』
- 『フラメンコスペイン』
- 『エトルタ』
- 『インド』
- 『三色菫』
- 『砂漠と行く』
- 『ミシャベル連山』（スイス）
- 『ファティマノ聖堂』
- 『ペナン城』（ポルトガル）